# Tetracloreto de selênio
Tetracloreto de selênio é o composto inorgânico com a fórmula SeCl4. Este composto existe como sólido branco amarelado volátil. É um de dois cloretos de selênio normalmente disponíveis, sendo o outro exemplo o monocloreto de selénio , Se2Cl2. SeCl4 é utilizado na síntese de outros compostos de selénio.

## Síntese e estrutura
SeCl4 é preparado por tratamento de selênio com cloro : [3] Quando a mistura reacional é aquecida, o produto sublimaa partir do balão de reação. A volatilidade do SeCl4 pode ser explorada para a purificação de selênio.
SeCl4 sólido é iônico, formado por cátions SeCl3+ e ânions Cl-. Os cátions são piramidais consistente com as previsões da teoria VSEPR. SeCl4 gasoso contém SeCl2 e cloro, que se recombinam após a condensação.

## Reações
O tetracloreto de selênio pode ser reduzido in situ para o dicloreto usando trifenilestibina:
{\displaystyle {\ce {{SeCl4}+ {Sb(C6H5)3}-> {SeCl2}+ {Sb(C6H5)3Cl2}}}}
SeCl4 reage com água para dar os ácidos clorídrico e selenoso: [4]
{\displaystyle {\ce {{SeCl4}+ 3{H2O}-> {H2SeO3}+ 4{HCl}}}}
Após o tratamento com dióxido de selênio, dá oxicloreto de selênio: [4]
{\displaystyle {\ce {{SeCl4}+ {SeO}-> 2{SeOCl2}}}}

## Nota
- Este artigo foi inicialmente traduzido, total ou parcialmente, do artigo da Wikipédia em inglês cujo título é «Selenium tetrachloride», especificamente desta versão.